# ポリアクリルアミドゲル電気泳動
ポリアクリルアミドゲル電気泳動（ポリアクリルアミドゲルでんきえいどう、Poly-Acrylamide Gel Electrophoresis）は、アクリルアミドの重合体であるポリアクリルアミドのゲルを使用した電気泳動により、タンパク質や核酸を分離する方法。略してPAGE（ペイジ）ともいう。
1964年にデイビスとオーンスタインにより、導入された。初期にはガラス管内にゲルを作製して用いる方法（ディスク電気泳動）であったが、現在は2枚のガラス板の間にゲルを作製する方法が主流となっており、様々な応用が派生した重要な手法である。

## 原理
ポリアクリルアミドはアガロースよりもさらに分子ふるい効果が大きく、タンパク質や比較的低分子量の核酸を分離するのに適している。

### 核酸のPAGE
DNA、RNAなどの核酸分子はマイナスの電荷を持つため陽極方向に移動する。分子ふるい効果により分子量の小さいものほど長く泳動される。核酸分子は尿素などの変性剤の存在下で直線状の1本鎖となり、その長さに応じて精密に分離される。末端に特定の塩基を有するDNA断片をこの方法で泳動すると、その長さに相当する位置にのみDNAが検出されるので、塩基配列の決定（シークエンシング）に用いられる。

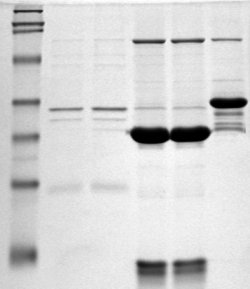
SDS-PAGEの例。左1列が分子量を決めるためのマーカー、右5列が分析対象のタンパク質。（出典：英語版"SDS-PAGE"）

### SDS-PAGE
タンパク質の荷電は種類によって大きく異なるが、陰イオン系界面活性剤であるドデシル硫酸ナトリウム (SDS) 存在下ではSDS分子がタンパク質分子を変性させミセルを作るため、タンパク質分子は全体として陰性に荷電し陽極方向に移動する。この方法がSDS-ポリアクリルアミドゲル電気泳動（SDS-PAGE）で、核酸の場合と同様に分子量による分離が行える。通常は、タンパク質試料に還元剤である2-メルカプトエタノールを加えて煮沸し、S-S結合（ジスルフィド結合）を切断してから電気泳動するが、これによって分子量を反映した泳動結果が得られる。泳動後のタンパク質をメンブレンに転写してから免疫染色を行う手法をウェスタンブロッティングと呼ぶ。

### native PAGE
native PAGEは、ポリアクリルアミドゲル電気泳動 (PAGE) の一種で、変性したタンパク質を還元してから泳動するSDS-PAGEと異なり、未変性のまま泳動するものをさす。タンパク質の等電点、分子量の他に、高次構造や複合体形成の影響で泳動が変化するため、目的のタンパク質のバンドがどこに出るか予測するのは難しい。塩基性のタンパク質は陰極側に泳動してしまうので注意を要する。変法にはBlue Native PAGE (BN-PAGE) があるが、これはクマシーブリリアントブルー色素を用いて、タンパク質を未変性のまま負に帯電させて泳動するもの。
しかし3%のPAGE法でリポ蛋白質を分離分析する方法は、バンドの種類等が同定され、臨床検査として普及している。（参考文献 y.Bando et al:Diabetes research and Clinical practice 111,2016,66-73 ）

### 等電点電気泳動
両性イオンを含む緩衝液中でタンパク質を泳動し等電点によって分離する方法が等電点電気泳動であり、通常は担体としてポリアクリルアミドを用いる。すでにアポEフェノタイプの分析に応用したキットが存在する。(参考文献　片岡久朗他: 臨床検査、Vol.37、12、1993)
タンパク質の分析によく用いられる二次元電気泳動は、1次元目で細長いゲルを用いた等電点電気泳動を行い、それを2次元目のSDS-PAGEでさらに分離するのが通常の方法である。